# Instituto Tecnológico de Tizimín
El Instituto Tecnológico de Tizimín es una institución pública de educación superior ubicada en el oeste de la ciudad de Tizimín, Yucatán en México.

## Historia
El Instituto Tecnológico de Tizimín fue fundado el 10 de julio de 1976. La razón principal de su creación fue la ubicación estratégica del municipio de Tizimín que se encuentra a 160 km de la ciudad de Mérida, capital del estado de Yucatán y a 190 km de la ciudad de Cancún en Quintana Roo.
En enero de 2011 se descubrieron especies endémicas de lombrices (Polipheretima elongata y Amynthas gracilis) en terrenos del Instituto Tecnológico de Tizimín, ambas especies son útiles en los ecosistemas de Yucatán y se pueden aprovechar en el manejo sustentable de los residuos urbanos, con lo que se impulsa su crianza en la universidad.

## Oferta educativa
Licenciaturas
- Licenciatura en Administración[7]
- Licenciatura en Biología[8]

Ingenierías
- Ingeniería en Agronomía[9]
- Ingeniería en Gestión Empresarial[10]
- Ingeniería en Informática[11]

Posgrados
- Maestría en Ciencias en Agroecosistemas Sostenibles

## Ranking
- Ranking mundial: 10,976.[12]
- Ranking nacional: 288.[13]
- Ranking estatal: 6.[13]